# Bronwen Knox

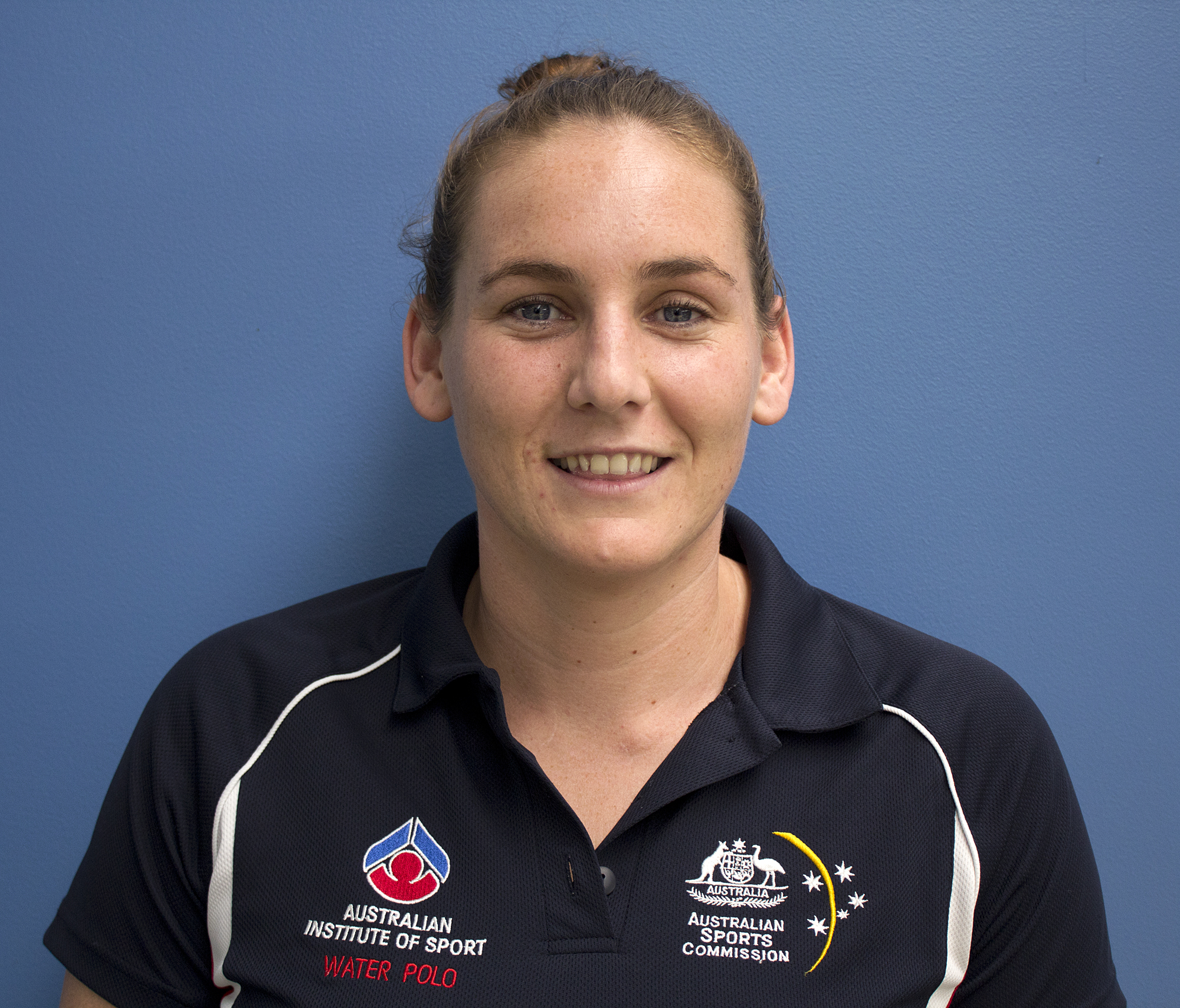
Bronwen Knox (2012)

Bronwen Knox (* 16. April 1986 in Brisbane) ist eine ehemalige australische Wasserballspielerin. Sie war Olympiadritte 2008 und 2012, Weltmeisterschaftszweite 2007 und 2013 sowie Weltmeisterschaftsdritte 2019.

## Sportliche Karriere
Die 1,82 m große Bronwen Knox spielte bei den Queensland Breakers, war aber auch einmal als Profi in Griechenland. Sie hat einen Bachelor in Biomedizin der Griffith University.
2005 war Knox mit der australischen Mannschaft Dritte bei den Juniorenweltmeisterschaften. Im gleichen Jahr belegte sie mit der Nationalmannschaft den sechsten Platz bei der Weltmeisterschaft in Montreal. Zwei Jahre später war Melbourne Austragungsort der Weltmeisterschaft 2007. Die Australierinnen gewannen ihre Vorrundengruppe und besiegten im Viertelfinale die Italienerinnen mit 12:8. Mit einem 12:9 gegen die Russinnen im Halbfinale erreichten die Australierinnen das Finale und unterlagen dann dem US-Team mit 5:6. 2008 bei den Olympischen Spielen in Peking belegten die Australierinnen in der Vorrunde den zweiten Platz hinter den Ungarinnen und vor den Niederländerinnen. Die Australierinnen erreichten das Halbfinale mit einem 12:11-Sieg über die Chinesinnen. Nach der 8:9-Niederlage gegen das US-Team im Halbfinale trafen die Australierinnen im Spiel um Bronze auf die Ungarinnen und gewannen mit 12:11. Bronwen Knox erzielte insgesamt zwölf Treffer, darunter drei im Spiel um Bronze.
Vier Jahre später gehörte Bronwen Knox zum Aufgebot für das olympische Wasserballturnier in London. Die Australierinnen gewannen ihre Vorrundengruppe vor den Russinnen und den Italienerinnen. im Viertelfinale besiegten sie die Chinesinnen im Penaltyschießen, das Spiel hatte nach der Verlängerung 16:16 gestanden. Nachdem die Australierinnen im Halbfinale nach Verlängerung 9:11 gegen das US-Team verloren hatten, mussten sie auch im Spiel um Bronze in die Nachspielzeit. Diesmal gewannen sie mit 13:11 gegen die Ungarinnen. Knox erzielte im Turnierverlauf vier Tore. Im Jahr darauf gewannen die Australierinnen bei der Weltmeisterschaft 2013 in Barcelona ihre Vorrundengruppe. Mit Siegen über Usbekistan, Griechenland und Russland erreichten die Australierinnen das Finale, in dem sie gegen die Spanierinnen mit 6:8 verloren. Bronwen Knox erzielte sieben Tore im Turnier. Bei der Weltmeisterschaft 2015 erreichten die Australierinnen mit einem Sieg nach Penaltyschießen gegen die Chinesinnen das Halbfinale. Nach der 6:8-Niederlage gegen die Mannschaft der Vereinigten Staaten verloren die Australierinnen das Spiel um die Bronzemedaille im Penaltyschießen gegen die Italienerinnen. Im Jahr darauf unterlagen die Australierinnen bei den Olympischen Spielen 2016 im Viertelfinale den Ungarinnen im Penaltyschießen und belegten schließlich den sechsten Platz in der Gesamtwertung.
Nachdem Bronwen Knox bei der Weltmeisterschaft 2017 nicht im Kader war, kehrte sie für die Weltmeisterschaft 2019 in Gwangju zurück ins Team. Die Australierinnen besiegten im Viertelfinale die Russinnen und unterlagen im Halbfinale dem Team aus den Vereinigten Staaten. Das Spiel um die Bronzemedaille gewannen die Australierinnen mit 10:9 gegen die Ungarinnen. Zum Abschluss ihrer Karriere trat Bronwen Knox 2021 beim olympischen Wasserballturnier in Tokio an. Die Australierinnen unterlagen im Viertelfinale den Russinnen und erreichten in der Platzierungsrunde den fünften Platz.
Das Spiel um den fünften Platz war gleichzeitig das Abschiedsspiel für Bronwen Knox. Sie bestritt insgesamt 394 Länderspiele für Australien und ist damit Rekordnationalspielerin vor Melissa Rippon und Rowena Webster mit jeweils 312 Länderspielen.